# Критерий Граббса
Критерий Граббса — статистический тест, используемый для определения выбросов в одномерном наборе данных, подчиняющихся нормальному закону распределения. Был предложен в 1950 году Франком Граббсом.

## Определение
Критерий Граббса основан на предположении о нормальном распределении. Таким образом, перед расчётом критерия Граббса необходимо проверить данные на нормальное распределение. Однако в ГОСТ Р 8.736-2011 "Государственная система обеспечения единства измерений. Измерения прямые многократные. Методы обработки результатов измерений. Основные положения" при статистической обработке группы результатов прямых многократных независимых измерений проверяют наличие грубых погрешностей с использованием критерия Граббса (и при необходимости исключают их) и лишь затем проверяют гипотезу о принадлежности результатов измерений нормальному распределению.
Критерий Граббса определяет один выброс за одну итерацию. Этот выброс исключается из набора данных и тест повторяется до тех пор, пока не будут обнаружены все выбросы. Тем не менее, множественные итерации изменяют вероятность определения и критерий не следует применять при 3 или менее значениях, так как в такой ситуации часто большинство точек оказываются идентифицированы как выбросы.
Критерий Граббса определён для гипотез:
H0: В наборе данных нет выбросов
Ha: В наборе данных присутствует как минимум один выброс
Критерий Граббса рассчитывается как:
{\displaystyle G={\frac {\displaystyle \max _{i=1,\ldots ,N}\left\vert Y_{i}-{\bar {Y}}\right\vert }{s}}}
где {\displaystyle {\overline {Y}}} и {\displaystyle s} означают выборочное среднее и среднеквадратичное отклонение соответственно. Значение критерия Граббса показывает максимальное абсолютное отклонение от выборочного среднего в единицах среднеквадратичного отклонения.
Этот способ расчёта относится к двусторонней версии теста. Критерий Граббса также может быть определён как односторонний тест. Для определения того, является ли минимальное значение выбросом, рассчитывается критерий:
{\displaystyle G={\frac {{\bar {Y}}-Y_{\min }}{s}}}
где Ymin означает минимальное значение. Для определения того, является ли максимальное значение выбросом, рассчитывается критерий:
{\displaystyle G={\frac {Y_{\max }-{\bar {Y}}}{s}}}
где Ymax означает максимальное значение.
Для двустороннего теста гипотеза об отсутствии выбросов отклоняется с уровнем значимости α, если:
{\displaystyle G>{\frac {N-1}{\sqrt {N}}}{\sqrt {\frac {t_{\alpha /(2N),N-2}^{2}}{N-2+t_{\alpha /(2N),N-2}^{2}}}}}
где tα/(2N),N−2 означает максимальное критическое значение распределения Стьюдента с N − 2 степенями свободы и уровнем значимости α/(2N). Для одностороннего критерия α/(2N) следует заменить на α/N.

## Сопутствующие методики
Некоторые статистические графики могут и должны использоваться для определения выбросов. Простой график выполняемой последовательности, диаграмма размаха или гистограмма отображают очевидные выбросы. График нормального распределения также может быть полезен.